# 45e cérémonie des Golden Globes
La 45e cérémonie des Golden Globes a eu lieu le 23 janvier 1988, récompensant les films et séries diffusés en 1987 et les professionnels s'étant distingués cette année-là.

## Palmarès
Les lauréats sont indiqués ci-dessous en premier de chaque catégorie et en caractères gras.

### Cinéma

#### Meilleur film dramatique
- Le Dernier Empereur (The Last Emperor)
  - Cry Freedom
  - Empire du soleil (Empire of the Sun)
  - Liaison fatale (Fatal Attraction)
  - La Bamba
  - Cinglée (Nuts)

#### Meilleur film musical ou comédie
- Hope and Glory
  - Baby Boom
  - Broadcast News
  - Dirty Dancing
  - Éclair de lune (Moonstruck)

#### Meilleur réalisateur
- Bernardo Bertolucci pour Le Dernier Empereur (The Last Emperor)
  - Richard Attenborough pour Cry Freedom
  - John Boorman pour Hope and Glory
  - James L. Brooks pour Broadcast News
  - Adrian Lyne pour Liaison fatale (Fatal Attraction)

#### Meilleur acteur dans un film dramatique
- Michael Douglas pour le rôle de Gordon Gekko dans Wall Street
  - John Lone pour le rôle de Puyi dans Le Dernier Empereur (The Last Emperor)
  - Jack Nicholson pour le rôle de Francis Phelan dans Ironweed
  - Nick Nolte pour le rôle de Lee Umstetter dans Weeds
  - Denzel Washington pour le rôle de Steve Biko dans Cry Freedom

#### Meilleure actrice dans un film dramatique
- Sally Kirkland pour le rôle d'Anna dans Anna
  - Glenn Close pour le rôle d'Alex Forrest dans Liaison fatale (Fatal Attraction)
  - Faye Dunaway pour le rôle de Wanda Wilcox dans Barfly
  - Rachel Chagall pour le rôle de Gaby dans Gaby (Gaby: A True Story)
  - Barbra Streisand pour le rôle de Claudia Draper dans Cinglée (Nuts)

#### Meilleur acteur dans un film musical ou une comédie
- Robin Williams pour le rôle d'Adrian Cronauer dans Good Morning, Vietnam
  - Nicolas Cage pour le rôle de Ronny Cammareri dans Éclair de lune (Moonstruck)
  - Danny DeVito pour le rôle d'Owen dans Balance Maman hors du train (Throw Momma from the Train)
  - William Hurt pour le rôle de Tom Grunick dans Broadcast News
  - Steve Martin pour le rôle de C.D. Bales dans Roxanne
  - Patrick Swayze pour le rôle de Johnny Castle dans Dirty Dancing

#### Meilleure actrice dans un film musical ou une comédie
- Cher pour le rôle de Loretta Castorini dans Éclair de lune (Moonstruck)
  - Jennifer Grey pour le rôle de Frederique "Baby" Houseman dans Dirty Dancing
  - Holly Hunter pour le rôle de Jane Craig dans Broadcast News
  - Diane Keaton pour le rôle de J.C. Wiatt dans Baby Boom
  - Bette Midler pour le rôle de Sandy Brozinsky dans Une chance pas croyable (Outrageous Fortune)

#### Meilleur acteur dans un second rôle
- Sean Connery pour le rôle de Jim Malone dans Les Incorruptibles (The Untouchables)
  - Richard Dreyfuss pour le rôle d'Aaron Levinsky dans Cinglée (Nuts)
  - R. Lee Ermey pour le rôle de Gny. Sgt. Hartman dans Full Metal Jacket
  - Morgan Freeman pour le rôle de Fast Black dans La Rue (Street Smart)
  - Rob Lowe pour le rôle de Rory dans Square Dance

#### Meilleure actrice dans un second rôle
- Olympia Dukakis pour le rôle de Rose Castorini dans Éclair de lune (Moonstruck)
  - Norma Aleandro pour le rôle de Florencia dans Gaby (Gaby: A True Story)
  - Anne Archer pour le rôle de Beth Gallagher dans Liaison fatale (Fatal Attraction)
  - Anne Ramsey pour le rôle de Mme. Lift dans Balance Maman hors du train (Throw Momma from the Train)
  - Vanessa Redgrave pour le rôle de Peggy Ramsay dans Prick Up Your Ears

#### Meilleur scénario
- Le Dernier Empereur (The Last Emperor) – Mark Peploe, Bernardo Bertolucci et Enzo Ungari
  - Broadcast News – James L. Brooks
  - Hope and Glory – John Boorman
  - Engrenages – David Mamet
  - Éclair de lune (Moonstruck) – John Patrick Shanley

#### Meilleure chanson originale
- "(I've Had) The Time of My Life" interprétées par Bill Medley et Jennifer Warnes – Dirty Dancing
  - "The Secret of My Success" interprétée par Night Ranger[1] – Le Secret de mon succès (The Secret of My Success)
  - "Shakedown" interprétée par Bob Seger – Le Flic de Beverly Hills 2 (Beverly Hills Cop II)
  - "Who's That Girl" interprétée par Madonna – Who's That Girl
  - "Nothing's Gonna Stop Us Now" interprétée par Starship – Mannequin

#### Meilleure musique de film
- Le Dernier Empereur (The Last Emperor) – Ryûichi Sakamoto, David Byrne et Cong Su
  - Cry Freedom – George Fenton et Jonas Gwangwa (en)
  - Empire du soleil (Empire of the Sun) – John Williams
  - La Ménagerie de verre (The Glass Menagerie) – Henry Mancini
  - Les Incorruptibles (The Untouchables) – Ennio Morricone

#### Meilleur film étranger
- Ma vie de chien (Mitt liv som hund) •  Suède
  - Au revoir les enfants •  France
  - Jean de Florette •  France
  - Les yeux noirs (Oci ciornie) •  Italie
  - Le Repentir (Monanieba) •  Union soviétique

### Télévision
Note : le symbole « ♕ » rappelle le gagnant de l'année précédente (si nomination).

#### Meilleure série dramatique
- La Loi de Los Angeles (L.A. Law) ♕
  - Arabesque (Murder, She Wrote)
  - La Belle et la Bête (Beauty and the Beast)
  - A Year in the Life
  - Génération Pub (Thirtysomething)
  - Hôpital St Elsewhere (St. Elsewhere)

#### Meilleure série musicale ou comique
- Les Craquantes (The Golden Girls) ♕
  - Frank's Place
  - Sacrée Famille (Family Ties)
  - Flic à tout faire (Hooperman")
  - Clair de lune (Moonlighting)
  - Cheers

#### Meilleure mini-série ou meilleur téléfilm
(ex æquo)
- Les Rescapés de Sobibor (Escape from Sobibor) et Barbara Hutton, destin d'une milliardaire (en) (Poor Little Rich Girl: The Barbara Hutton Story)
  - Rendez-moi mes enfants (After the Promise )
  - Hallmark Hall of Fame, pour l'épisode "Foxfire".
  - L'emprise du mal (Echoes in the Darkness)

#### Meilleur acteur dans une série dramatique
- Richard Kiley pour le rôle de Joe Gardner dans A Year in the Life
  - Tom Selleck pour le rôle de Thomas Magnum dans Magnum (Magnum, P.I.)
  - Harry Hamlin pour le rôle de Michael Kuzak dans La Loi de Los Angeles (L.A. Law)
  - Edward Woodward pour le rôle de Robert McCall dans Equalizer (The Equalizer) ♕
  - Michael Tucker pour le rôle de Stuart Markowitz dans La Loi de Los Angeles (L.A. Law)

#### Meilleure actrice dans une série dramatique
- Susan Dey pour le rôle de Grace van Owen dans La Loi de Los Angeles (L.A. Law)
  - Jill Eikenberry pour le rôle d'Ann Kelsey dans La Loi de Los Angeles (L.A. Law)
  - Angela Lansbury pour le rôle de Jessica B. Fletcher dans Arabesque (Murder, She Wrote) ♕
  - Linda Hamilton pour le rôle de Catherine Chandler dans La Belle et la Bête (Beauty and the Beast)
  - Sharon Gless pour le rôle de Christine Cagney dans Cagney et Lacey (Cagney and Lacey)

#### Meilleur acteur dans une série musicale ou comique
- Dabney Coleman pour le rôle de 'Slap' Maxwell dans The Slap Maxwell Story
  - Michael J. Fox pour le rôle d'Alex Keaton dans Sacrée Famille (Family Ties)
  - John Ritter pour le rôle du Détective Harry Hooperman dans Flic à tout faire (Hooperman")
  - Bruce Willis pour le rôle de David Addison Jr. dans Clair de lune (Moonlighting) ♕
  - Alan Thicke pour le rôle du Dr. Jason Seaver dans Quoi de neuf, docteur ? (Growing Pains)

#### Meilleure actrice dans une série musicale ou comique
- Tracey Ullman pour plusieurs personnages dans The Tracey Ullman Show
  - Rhea Perlman pour le rôle de Carla Tortelli dans Cheers
  - Allyce Beasley pour le rôle d'Agnès Topisto dans Clair de lune (Moonlighting)
  - Christine Lahti pour le rôle d'Alethea Milford dans Amerika
  - Julia Duffy pour le rôle de Stephanie Vanderkellen dans Newhart

#### Meilleur acteur dans une mini-série ou un téléfilm
- Randy Quaid pour le rôle de Lyndon B. Johnson dans LBJ: The Early Years
  - Mark Harmon pour le rôle d'Elmer Jackson dans Rendez-moi mes fils (After the Promise)
  - Judd Nelson pour le rôle de Joseph « Joe » Hunt dans Les boys de Beverly Hills (Billionaire Boys Club)
  - Alan Arkin pour le rôle de Léon Feldhendler dans Les Rescapés de Sobibor (Escape From Sobibor)
  - James Woods pour le rôle de James B. « Jim » Stockdale dans L'Affaire du golfe du Tonkin (In Love and War) ♕
  - Jack Lemmon pour le rôle de James Tyrone Sr. dans Le Long Voyage vers la nuit (Long Day's Journey into Night)

#### Meilleure actrice dans une mini-série ou un téléfilm
- Gena Rowlands pour le rôle de Betty Ford dans Betty Ford, femme de président (The Betty Ford Story)
  - Ann-Margret pour le rôle d'Ann Arden Grenville dans The Two Mrs. Grenvilles
  - Farrah Fawcett pour le rôle de Barbara Hutton dans Barbara Hutton : Pauvre petite fille riche (Poor Little Rich Girl: The Barbara Hutton Story)
  - Raquel Welch pour le rôle d'Emily Bauer dans Right to Die
  - Shirley MacLaine pour son propre rôle dans Out on a Limb

#### Meilleur acteur dans un second rôle dans une série, une mini-série ou un téléfilm
- Rutger Hauer pour le rôle d'Alexander Petcherski dans Les Rescapés de Sobibor (Escape from Sobibor)
  - John Hillerman pour le rôle de Jonathan Higgins dans Magnum (Magnum, P.I.)
  - Alan Rachins pour le rôle de Douglas Brackman, Jr. dans La Loi de Los Angeles (L.A. Law)
  - John Larroquette pour le rôle de Dan Fielding dans Tribunal de nuit (Night Court)
  - Dabney Coleman pour le rôle de Martin Costigan dans Sworn to Silence
  - Kirk Cameron pour le rôle de Mike Seaver dans Quoi de neuf, docteur? (Growing Pains)
  - Brian McNamara pour le rôle de Dean Karny dans Billionaire Boys Club
  - Gordon Thomson pour le rôle d'Adam Carrington dans Dynastie (Dynasty)

#### Meilleure actrice dans un second rôle dans une série, une mini-série ou un téléfilm
- Claudette Colbert pour le rôle d'Alice Grenville dans The Two Mrs. Grenvilles
  - Christine Lahti pour le rôle d'Alethea Milford dans Amerika
  - Rhea Perlman pour le rôle de Carla Tortelli dans Cheers
  - Allyce Beasley pour le rôle d'Agnes DiPesto dans Clair de lune (Moonlighting)
  - Julia Duffy pour le rôle de Stephanie Vanderkellen dans Newhart

### Spéciales

#### Cecil B. DeMille Award
- Clint Eastwood

#### Miss Golden Globe
- Gigi Garner

## Récompenses et nominations multiples

### Nominations multiples

#### Cinéma
5  : Le Dernier Empereur, Éclair de lune, Broadcast News
 4  : Dirty Dancing, Liaison fatale
 3  : Hope and Glory, Cinglée, Cry Freedom
 2  : Les Incorruptibles, Balance Maman hors du train, Gaby, Baby Boom, Empire du soleil

#### Télévision
6 : La Loi de Los Angeles
4 : Clair de lune
3 : Cheers
2 : Arabesque, La Belle et la Bête, A Year in the Life, Sacrée Famille , Flic à tout faire , Magnum, Amerika, Newhart, The Two Mrs. Grenvilles

#### Personnalités
2  : Bernardo Bertolucci, John Boorman, James L. Brooks. Dabney Coleman, Rhea Perlman, Allyce Beasley, Christine Lahti, Julia Duffy

### Récompenses multiples
Légende : Nombre de récompenses/Nombre de nominations

#### Cinéma
4 / 5 : Le Dernier Empereur
2 / 5 : Éclair de lune

#### Télévision
2 / 3 : Les Rescapés de Sobibor
2 / 6 : La Loi de Los Angeles

#### Personnalité
2 / 2 : Bernardo Bertolucci

### Les grands perdants

#### Cinéma
0 / 4  : Cry Freedom

#### Télévision
0 / 4  : Clair de lune